# Olivet (Kansas)
Olivet – miasto w Stanach Zjednoczonych, w stanie Kansas, w hrabstwie Osage.